# Veibri
Veibri – wieś w Estonii, w prowincji Tartu, w gminie Luunja.